# Шведский белый элкхунд
Шведский белый элкхунд, или шведская белая лосиная лайка (швед. svensk vit älghund), — порода охотничьих собак, выведенная в Швеции; ответвление пород лосиных лаек — норвежского серого элкхунда и ямтхундa. По фенотипу ближе к ямтхундy, должна быть больше элкхунда и иметь скорее прямоугольный, чем квадратный формат. Главными объектами добычи этой ярко выраженной охотничьей собаки являются лось, медведь, рысь и барсук.

## История породы
Собак этой породы издавна использовали охотники, которых прежде всего интересовали её рабочие качества, и долгое время за пределами районов охоты о ней не было ничего известно. Первых особей начали регистрировать в 1942 году, когда в провинции Емтланд в помёте ямтхунда оказался щенок с очень светлым окрасом, что время от времени случалось среди чистокровных ямтхундов и норвежских элкхундов. В 1960-е годы белые элкхунды были нередки на юге Северной Ботнии в районе Питео. Считалось, что из-за своего окраса они обладают особым качеством останавливать лося и заставлять его стоять неподвижно, словно поражённого молнией.
В ноябре 1986 года был создан Шведский клуб любителей белых элкхундов — ассоциация, не входящая ни в Шведский элкхунд-клуб, ни в Шведский клуб собаководства. Основными её задачами были определение количества собак и достижение целевой селекции. Белые элкхунды были распространены практически по всей стране и даже в Норвегии, но основное их поголовье было сосредоточено в провинциях Емтланд, Даларна, Вермланд и Вестерботтен.
В 1987 году был проведён подсчёт представителей породы, а также исследованы их охотничьи качества. В итоге было отобрано и задокументировано более 300 особей, а испытания показали их полную пригодность для охоты на лося. Разработанный стандарт шведского белого элкхунда в 1993 году был официально утверждён Шведским клубом собаководства, которым ежегодно регистрируется в среднем от 50 до 100 собак, однако Международной кинологической федерацией порода не признана.
В 2011 году в Швеции было зарегистрировано 118 собак, в Норвегии — 35, в Финляндии — 44.

## Внешний вид

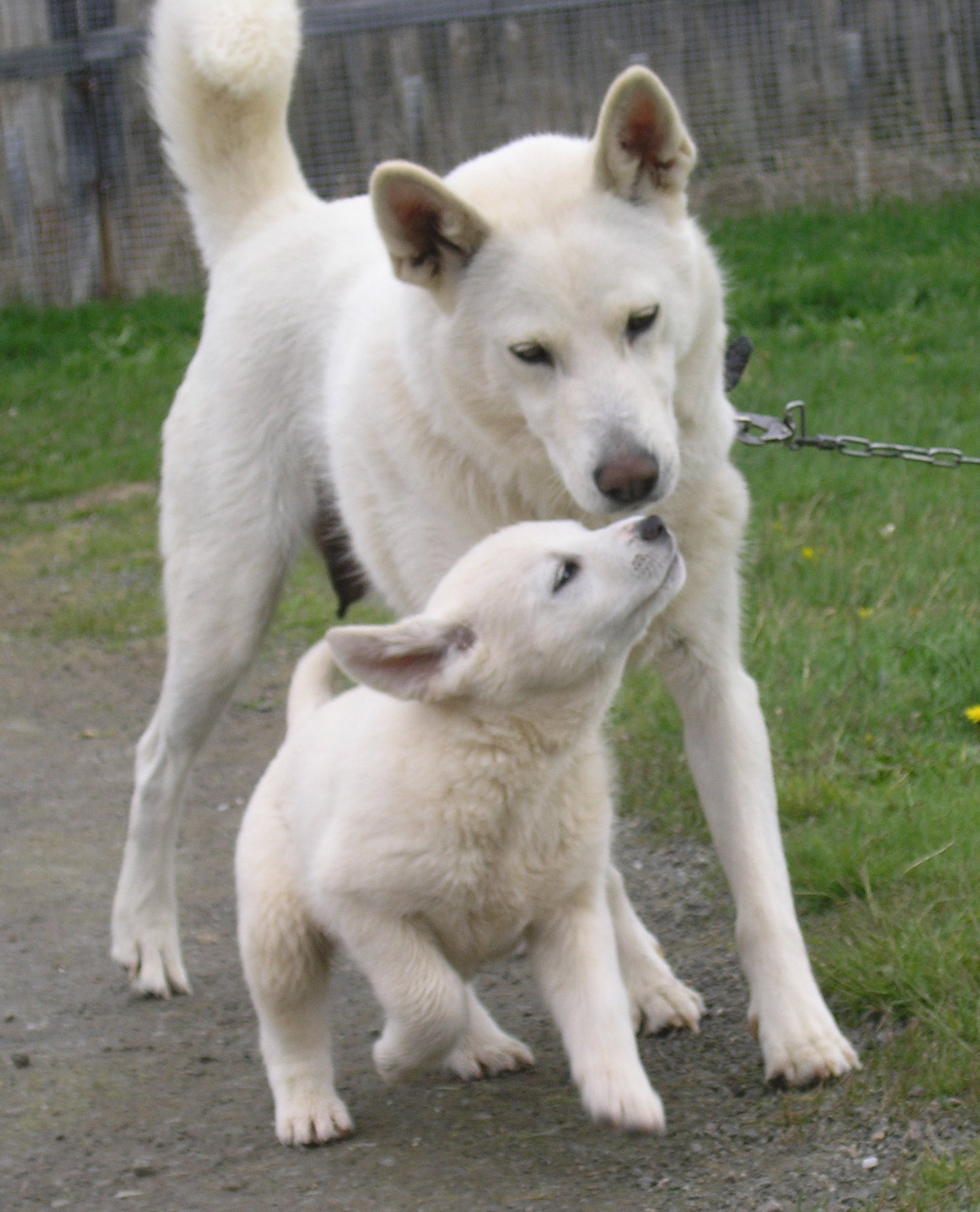

Собака среднего размера, прямоугольного формата, крепкого, но не грубого телосложения, должна иметь плавные линии и производить спокойное, но настороженное впечатление.
Переход ото лба к морде чёткий, но не резко выраженный. Морда одинаковой длины с черепом. Мочка носа предпочтительно чёрная, но допускается коричневый и розовый цвет. Губы плотно прилегающие. Челюсти сильные, с ножницеобразным прикусом. Глаза маленькие, овальные, предпочтительно тёмно-коричневые. Уши стоячие, широко посаженные, их высота должна превышать ширину в основании.
Шея мускулистая, холка хорошо выражена, поясница широкая, мускулистая, круп широкий и немного ниспадающий. Грудная клетка глубокая и сильная, живот слегка подобран. Хвост высоко посажен, толстый, свёрнут плотным кольцом на спине или близко к спине.
Передние и задние конечности прямые и параллельные, пясти чуть наклонены вперёд, угол плече-лопаточного сочленения — 90—100°, скакательные и коленные суставы хорошо выражены, прибылые пальцы нежелательны. Лапы слегка овальные и собранные в комок.
Шерсть плотная с мягким подшёрстком, остевой волос плотный, жёсткий и прямой. Окрас белый, но допускается лёгкий налёт лимонного оттенка. Идеальная высота в холке кобелей — 56 см, сук — 53 см, однако из-за большого количества сук, находящихся у нижнего ростового предела 48 см, стандарт может быть пересмотрен.

## Темперамент
Собаки этой породы обладают очень хорошим характером, являющимся одним из главных их достоинств, они спокойны и уравновешены, прекрасные домашние питомцы. Во время охоты демонстрируют слаженность, настойчивость, независимость, смелость и напор.

## Здоровье
Шведский белый элкхунд относится к породам с крепким здоровьем, среди возможных заболеваний — дисплазия тазобедренного сустава, дисплазия локтевого сустава, эпилепсия, крипторхизм, мочекаменная болезнь. Особого ухода не требует, необходимо расчёсывать шерсть и мыть по мере загрязнения.